# NGC 6899
NGC 6899 (również PGC 64630) – galaktyka spiralna z poprzeczką (SBbc), znajdująca się w gwiazdozbiorze Lunety. Odkrył ją John Herschel 24 lipca 1835 roku.